# Кузнецов, Андрей Алексеевич (художник)
Кузнецов Андрей Алексеевич (род. 23 ноября 1957 года) — художник, фотограф, куратор, член творческой группы «Митьки».

## Биография
Родился в 1957 году в Ленинграде. Отец, Кузнецов Алексей Васильевич - морской офицер, мать - Кузнецова Нина Борисовна, учитель русского языка и литературы.
С 1966 по 1972 г.г. — живет с семьей в Лиепае.
С 1975 по 1980 учится в ЛИВТе (бывш. Ленинградский институт водного транспорта). Начинает рисовать с 1977 года (графика). В 1980 году знакомится с В.Н. Шагиным, известным художником ленинградского андеграунда. Под влиянием В.Н. Шагина и художников «Арефьевского круга» увлекается живописью. Раннее творчество А. Кузнецова экспериментально, авангардно, близко традиции ленинградских художников-нонконформистов.
1982-1985 г.г. — работает фотографом в издательстве «Художник РСФСР».
1985-1988 г.г. — работает фотографом в Государственном Русском Музее.
В 1984-1985 г.г. — участвует в выставках ТЭИИ (Товарищество  экспериментального изобразительного искусств).
С 1984 года входит в состав группы художников «Митьки» и участвует во всех выставках и проектах группы (более двухсот выставок в России и за рубежом).
С середины 1990-х занимается инсталляцией. Создаёт серию произведений — коллекцию музыкальных объектов. Впервые эти инсталляции экспонируются на персональной выставке «Странная любовь к музицированию» в галерее «Митьки — ВХУТЕМАС» в 1996 году. В настоящее время музыкальные объекты Андрея Кузнецова хранятся в частных собраниях, а также представлены на постоянной выставке в музее «Царскосельская коллекция» (г. Пушкин), и в пространстве «Митьки — арт — центр» (ул. Марата, д. 36—38).
С 1996 года — член Международной федерации художников IFA.
С 2002 по 2008 — фотограф журнала «Адреса Петербурга».
С 2003 года — заведующий экспозиционно-выставочным отделом Государственного музея «Царскосельская коллекция». Куратор многочисленных выставок и проектов музея, со-организатор «Царскосельского вернисажа» (фестиваль изобразительного творчества людей с особенностями развития), куратор издательской деятельности музея «Царскосельская коллекция».
Работы находятся в собраниях Государственного русского музея, Мурманском, Тульском, Петрозаводском художественных музеях,Музея нонконформистского искусства «Пушкинская 10», Государственного музея «Царскосельская коллекция». А также в частных коллекциях России и за рубежом.

## Семья
Андрей Кузнецов — многодетный отец, имеет шестерых детей.
Жена — Кузнецова-Миловидова Марина Геннадиевна, экскурсовод, преподаватель, автор ряда статей по краеведению, опубликованных в петербургских изданиях .

## Избранные персональные выставки
В феврале 2019 года в день российской науки на форуме Главного штаба Эрмитажа состоялась выставка «Квантологосы» — инсталляция,созданная Андреем Кузнецовым при содействии Дмитрия Шагина. Создание арт-объектов проходило под научным руководством директора Института высокомолекулярных соединений (ИВС) РАН Сергея Люлина.